# Hear No Evil
Hear No Evil (Sinal de Perigo (título em Portugal) ou Tortura Silenciosa (título no Brasil)) é um filme estadunidense de mistério e suspense dirigido por Robert Greenwald e estrelado por Marlee Matlin, D. B. Sweeney e Martin Sheen. Foi lançado pela 20th Century Fox em 26 de março de 1993. Os protagonistas Matlin e Sheen mais tarde realizaram juntos a série de televisão The West Wing.

## Sinopse
Um ladrão rouba uma moeda rara cunhada por Alexandre Magno e, antes de sua prisão, a deixa com o repórter Mickey O'Malley que faz a cobertura sobre o crime mas este, ao notar que também seria detido, esconde a valiosa peça no "bip" da sua treinadora física Jillian, que sofre de surdez.
Ambicionando a moeda para "complementar sua aposentadoria", o detetive Brock que investiga o caso passa a perseguir Jillian.

## Elenco
- Marlee Matlin como Jillian Shanahan
- D. B. Sweeney como Ben Kendall
- Martin Sheen como detetive Brock
- John C. McGinley como Mickey O'Malley
- Christine Carllisi como Grace
- Greg Wayne Elam como Cooper
- Charley Lang como Wiley